# 아브라즈 알 바이트
아브라즈 알 바이트(아랍어: ابراج البيت, 이전 이름: 아랍어: أبراج البيت) 또는 알베이트 타워는 사우디아라비아 메카에 위치한 7개의 마천루 호텔로 이루어진 국유 복합 단지이다. 세계에서 가장 넓은 건물이며 메카 클락 로얄 타워은 제일 높은 시계탑이다. 높이는 시계탑을 포함할 경우 601m, 최상층의 높이는 494m로, 지상 120층의 건물이다. 호텔 타워, 메카 클락 로얄 타워, 하자르, 잠잠, 마카, 사라 등의 총 7개 건물로 구성되어 있다. 이 타워들은 순례자들을 수용하기 위해 도시를 현대화하려는 압둘아지즈 국왕 기금 프로젝트의 일부이다. 중앙 호텔 타워인 메카 클락 로얄 타워는 세계에서 네 번째로 높은 건물이며 여섯 번째로 높은 독립 구조물이다. 기네스 세계 기록에 따르면, 메카 타워는 세계에서 가장 높은 시계탑이며, 7개 건물 단지는 세계에서 두 번째로 비싼 건물이다. 시계탑의 시계면은 세계에서 가장 크며, 시계탑의 상위 4개 층에는 시계탑 박물관이 있다.
이 건물은 현재 세계에서 3위로 높은 건물이며, 2위는 상하이 타워, 4위는 핑안 국제금융센터이다.
이 건물 단지는 세계 최대의 모스크이자 이슬람교의 가장 신성한 장소인 마스지드 알하람에서 300m 떨어져 있다. 이 단지의 개발자이자 계약자는 왕국의 최대 건설 회사인 사우디 빈라덴 그룹이다. 총 건설 비용은 150억 미국 달러였다. 이 단지는 그랜드 모스크를 내려다보는 언덕 꼭대기에 있던 18세기 오스만 아즈야드 요새를 철거한 후 지어졌다. 역사적으로 중요한 장소의 2002년 사우디 정부에 의한 파괴는 터키에서 격렬한 비판과 강력한 반발을 불러일으켰다.

## 설명
이 단지에서 가장 높은 타워는 사우디아라비아에서 가장 높은 건물이며, 높이 601m에 총 표면적은 32,000제곱미터이다. 이는 중국 선전의 핑안 파이낸스 센터를 능가하지만 UAE 두바이의 부르즈 할리파, 말레이시아 쿠알라룸푸르의 메르데카 118, 뉴욕 로어 맨해튼의 원 월드 트레이드 센터, 일본 도쿄의 도쿄 스카이트리, 중국 장쑤성 난징시의 쯔펑 타워, 중국 상하이의 상하이 타워, 캐나다 온타리오주 토론토의 CN 타워, 그리고 중국 광저우의 광저우 타워보다는 낮은 세계에서 여섯 번째로 높은 독립 구조물이다.
이 단지 부지는 카바가 있는 마스지드 알하람 모스크의 주요 입구(압둘아지즈 왕의 문)에서 남쪽으로 광장을 가로질러 위치한다. 이곳은 카바를 방문하는 예배자들을 수용한다. 이 단지에서 가장 높은 타워는 또한 매년 하즈에 참여하기 위해 메카로 여행하는 수백만 명의 순례자들에게 숙박을 제공하기 위해 페어몬트 호텔스 앤드 리조트가 운영하는 5성급 호텔을 포함한다.
또한 클락 타워스에는 5층짜리 쇼핑몰(클락 타워스 쇼핑 센터)과 천 대 이상의 차량을 수용할 수 있는 주차장이 있다.
이 건물은 2006년에 734m 높이로 계획되었다. 2009년에는 최종 높이가 601m가 될 것이라고 발표되었다. 이 단지는 사우디아라비아 최대 건설 회사인 사우디 빈라덴 그룹에 의해 건설되었다. 외관은 프리미어 복합 기술(Premiere Composite Technologies)에 의해 건설되었고, 시계는 독일 타워 시계 제조업체인 페로트 GmbH & Co. KG 투름우렌 운트 래우테안라겐(PERROT GmbH & Co. KG Turmuhren und Läuteanlagen)에 의해 제작되었다. 사우디 종교 기부금부에 따르면, 전체 프로젝트 비용은 150억 미국 달러였다.

### 시계
메인 호텔 타워의 네 면에는 모두 시계면이 있다. 시계의 총 높이는 57m이며, 시계면 아래 미디어 디스플레이 바로 아래에 위치한다. 43m × 43m 크기로, 이 시계는 세계에서 가장 크다. 시계의 지붕은 지상 450m에 있어 세계에서 가장 높은 건축 시계이다. 시계 상단에 첨탑이 추가되어 총 높이는 601m이다. 시계면 뒤에는 천문학 전시관이 있다. 첨탑 기지와 철로 덮인 층(더 주얼)에는 이슬람 월의 시작에 달을 관측하고 타워 시계면을 제어하는 원자 시계를 작동하는 데 사용되는 과학 센터가 있다.

### 구성 타워 목록
| 타워                | 이름 의미                                                           | 높이 | 층수 | 완공 | 입주자                                 |
| ------------------- | ------------------------------------------------------------------- | ---- | ---- | ---- | -------------------------------------- |
| 메카 로얄 클락 타워 | 시계 탑                                                             | 601m | 120  | 2012 | 페어몬트 메카 클락 로얄 타워 호텔      |
| 하잘                | 이스마엘의 어머니 하갈                                              | 279m | 58   | 2012 | 뫼벤픽 호텔 & 레지던스 하잘 타워 메카  |
| 잠잠                | 메카의 성스러운 우물인 잠잠의 샘                                    | 279m | 58   | 2012 | 풀만 잠잠 메카 호텔                    |
| 마캄 이브라힘       | 이브라힘의 장소, 아브라함(이브라힘)의 발자국이 있다고 주장되는 바위 | 232m | 61   | 2012 | 스위소텔 알 마캄 메카                  |
| 키블라              | 키블라, 카바를 향한 기도 방향                                       | 232m | 61   | 2012 | 스위소텔 메카                          |
| 사파                | 메카의 언덕인 사파와 마르와                                         | 220m | 46   | 2007 | 래플스 메카 궁전 호텔                  |
| 마르와              | 메카의 언덕인 사파와 마르와                                         | 220m | 46   | 2008 | 알 마르와 라얀 바이 로타나 - 메카 호텔 |

## 특징
건물 꼭대기에는 4면 시계가 있으며, 25km 떨어진 곳에서도 볼 수 있다. 이 시계는 지상 400m 이상에 위치하여 밀워키의 앨런-브래들리 시계탑을 능가하는 세계에서 가장 높은 시계이다. 시계면은 이스탄불의 제바히르 몰 시계를 능가하는 세계에서 가장 크다.
각 시계의 네 면은 지름 43m이며, 2백만 개의 LED 조명으로 밝혀져 있다. 시계 바로 위에는 네 개의 방향을 가리키는 모서리가 있으며, 북쪽과 남쪽 면에는 "알라후 아크바르"라는 거대한 아랍어 글씨가, 서쪽과 동쪽 면에는 "알라 외에는 신이 없으며, 무함마드는 알라의 사도이다."라는 글씨가 새겨져 있다. 네 모서리에는 기둥 위에 네 개의 황금 돔도 있다. 사우디 국기와 동일하게 시계 꼭대기에 설치된 조명은 이슬람의 5회 일일 기도를 알리기 위해 깜빡인다. 새해와 같은 특별한 행사에는 21,000개의 녹색과 흰색 크세논 전구와 LED 램프가 하루 5번 기도 시간에 맞춰 깜빡인다. 특별한 행사에는 40개의 비컨 라이트가 조명 효과를 만들어낸다. 또한, 강력한 레이저가 30킬로미터 상공으로 빛을 쏜다. 시계의 네 면은 9,800만 조각의 유리 모자이크로 덮여 있다. 사우디아라비아의 국장은 시계판 뒤 각 시계의 중앙에 표시되어 있다. 분침은 23m 길이이며, 시침은 18m 길이이다.
시계가 메카 시간으로 설정되어 세계 시간 관리의 본초 자오선을 IERS 기준 자오선으로 대체하려는 시도라는 보도가 있었으나, 시계는 아라비아 표준시(UTC+03:00)로 설정되어 있다.

### 첨탑
첨탑에는 8층짜리 유리 덮개 기단(더 주얼)이 있으며, 이 기단은 자체 작은 전시관을 갖춘 과학 센터에 속하며, 484m 높이의 또 다른 전망대가 있다. 더 주얼에서 가장 높은 층은 통제탑 층으로, 메카 상공의 항공 교통(주로 헬리콥터, 항공기는 메카 근처에 진입할 수 없음)을 통제하는 데 사용될 예정이었다. 그러나 기술적인 이유로 이 계획은 취소되었고, 향후 사용 용도는 아직 불분명하다. 더 주얼 위로 첨탑에는 소리, 빛 및 기타 기반 시설을 위한 기술 설비만 있으며, 최종적으로 마지막 전망대와 그 위에 초승달이 있다. 초승달은 지름 21m이며, 생활 공간이 있는 두 개의 일반 층과 초승달 중앙에 기도실 및 몇 개의 서비스 층과 방이 있다.
초승달은 2011년 4월 두바이에서 건설되었다. 유리섬유로 보강된 금 모자이크로 만들어졌으며, 무게는 최대 35톤이다. 건설 비용은 9천만 아랍에미리트 디르함이 들었고, 건설에는 3개월이 걸렸다.
미나레트와 그 기단에는 7km 떨어진 거리와 약 160km² 면적에 기도 소리를 방송하는 확성기가 설치되어 있다.

## 사건

### 건설 화재
클락 타워스 단지에서는 건설 중 두 번의 화재 사고가 발생했다. 첫 번째 화재 사고는 2008년 10월 28일 하잘 타워에서 발생했다. 400명의 소방관이 진압하는 데 10시간이 걸렸고, 타워 9개 층이 불에 탔다. 목격자 진술에 따르면, 화재는 자정 직후 발생했으며, 건설에 사용된 목재가 현장에 보관되어 있었기 때문에 빠르게 확산되었다. 곧 건물 전체가 연기로 뒤덮였다. 병원들은 비상 대기 상태에 들어갔지만, 부상자는 보고되지 않았다. 민방위 대변인은 하잘 타워 32층에서 화재가 시작되었다고 주장했다.
두 번째 화재는 2009년 5월 1일 사파 타워를 강타했다. 사상자는 보고되지 않았으며, 화재는 민방위에 의해 신속하게 진압되었다. 목격자들은 아스르 기도 직후 건물 내 일부 작업자들이 나무 비계 위에서 철근을 용접하던 중 화재가 발생했다고 말했다. 이 화재로 건설 중인 타워의 상당 부분이 손상되었다. 메카 지방 민방위 국장 아델 잠자미 소장에 따르면, 화재는 14층에서 발생하여 20층까지 번졌다.

카바와 오스만 제국의 요새가 있던 자리에 세워진 알베이트 타워

### 논란
타워가 들어설 위치는 18세기 오스만 아즈야드 요새였는데, 많은 현지인들은 이를 오스만 압제의 상징으로 여긴다. 이 요새는 단지 건설을 위해 파괴되었다. 이 개발은 가디언으로부터 "저층 안뜰과 좁은 거리의 밀집된 도시 경관에서 발전한 건축 양식을 표준화된 [콘크리트] 슬래브의 장식으로... 끝없이 반복 가능한 패턴으로 변화시켰다"는 비판을 받았다.

## 같이 보기
- 초고층 호텔 목록
- 마천루 목록

- 지다 타워
- 100층 이상의 마천루 목록
- 사우디아라비아의 마천루 목록